# San Paolo d'Argon
San Paolo d'Argon is een gemeente in de Italiaanse provincie Bergamo (regio Lombardije) en telt 5.490 inwoners (31 dec. 2012). De oppervlakte bedraagt 5,1 km², de bevolkingsdichtheid is 895 inwoners per km².

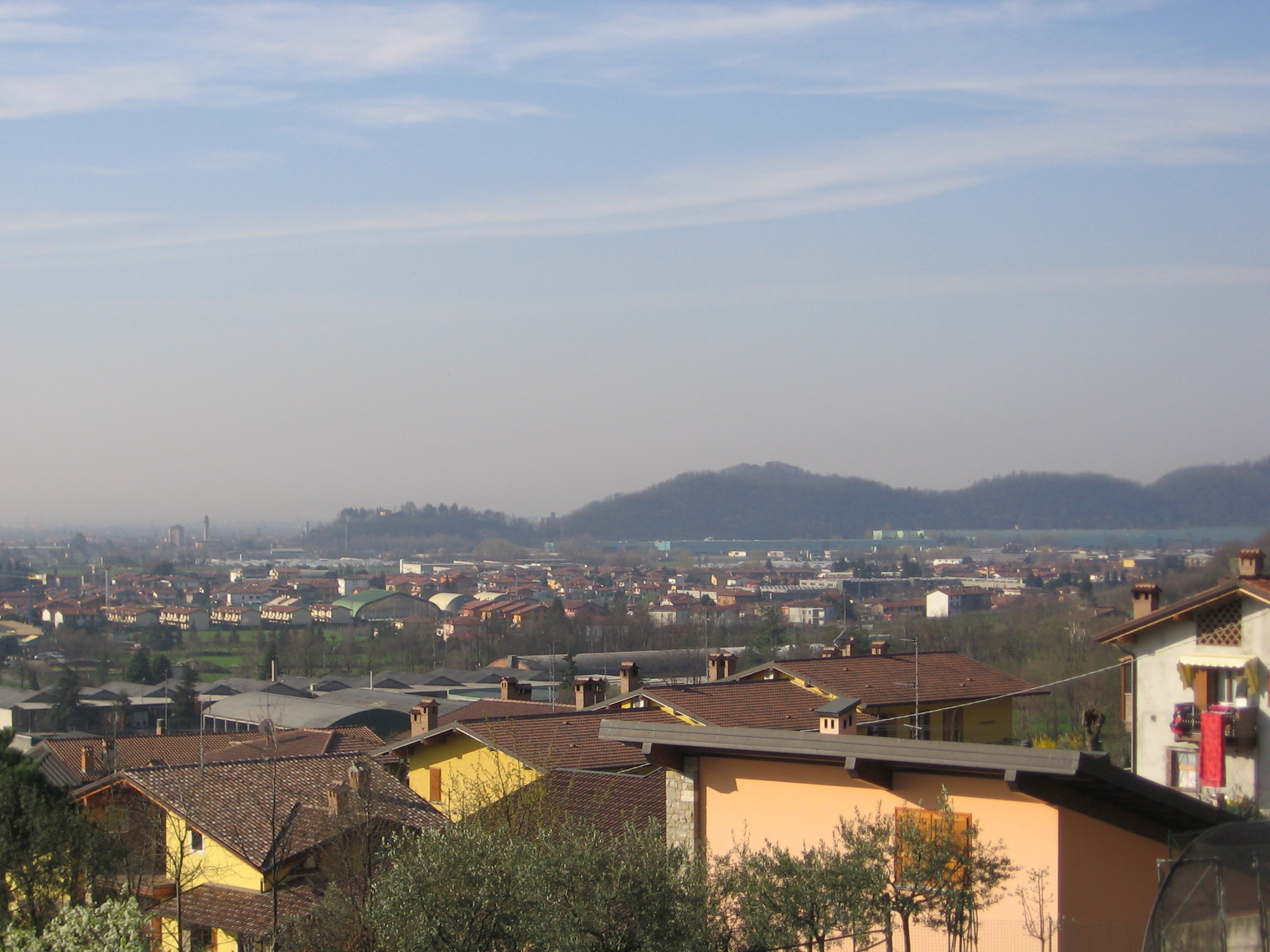
San Paolo d'Argon
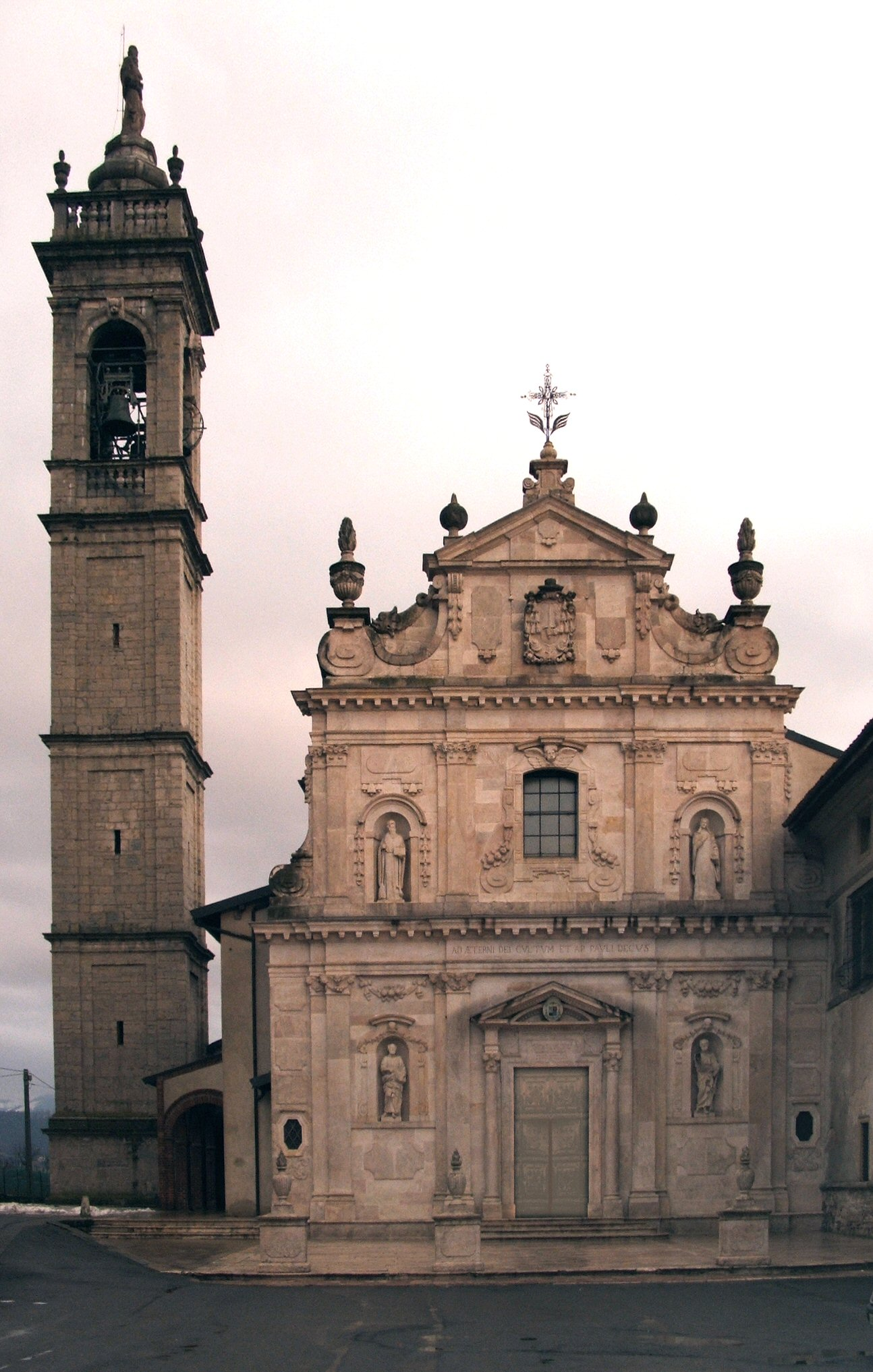
Kerk in San Paolo d'Argon
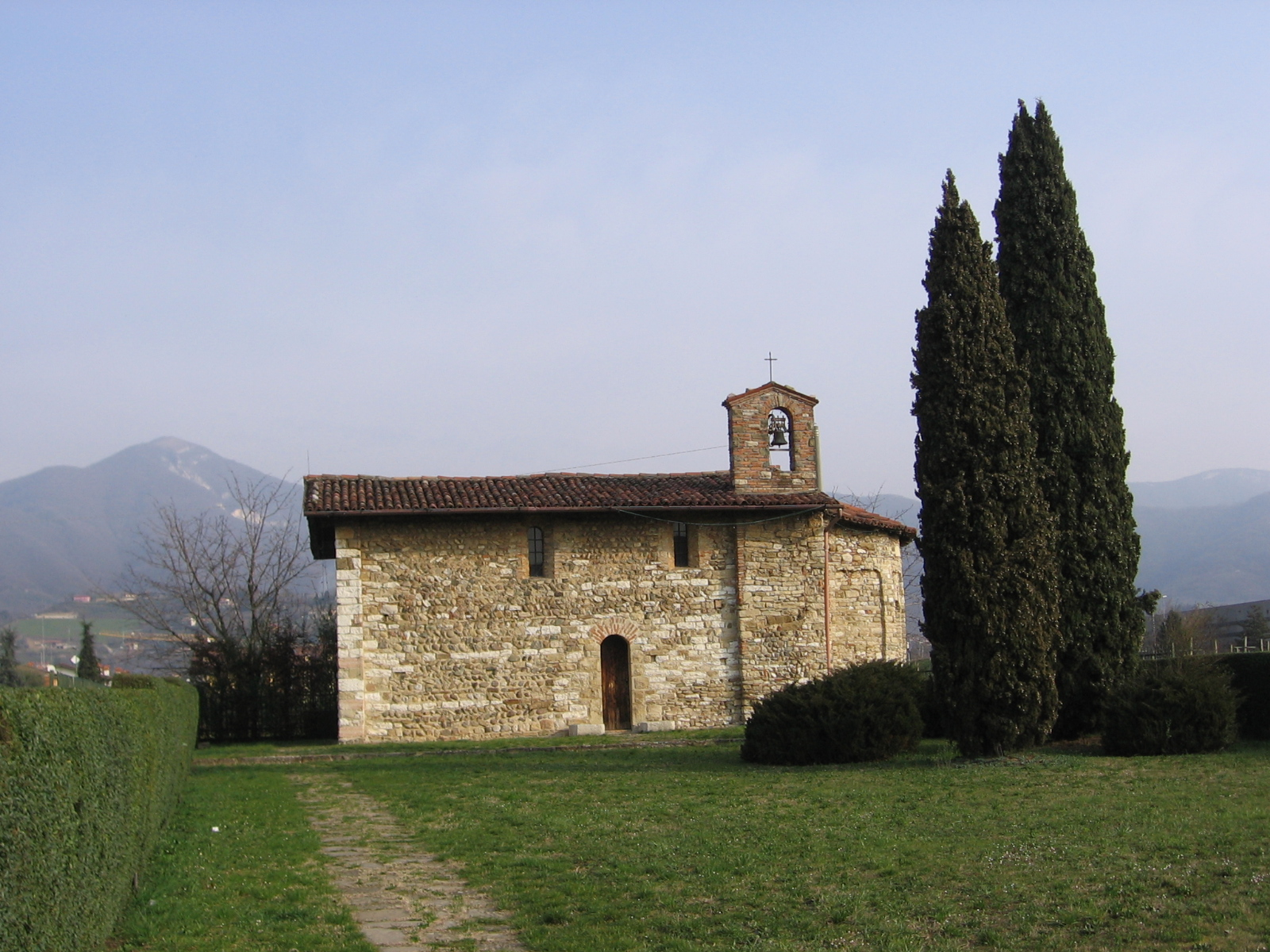
St. Petrus in San Paolo d'Argon

## Demografie
San Paolo d'Argon telt ongeveer 1786 huishoudens. Het aantal inwoners steeg in de periode 1991-2001 met 32,1% volgens cijfers uit de tienjaarlijkse volkstellingen van ISTAT.
| Jaar | Inwoneraantal |
| ---- | ------------- |
| 1991 | 3390          |
| 2001 | 4478          |
| 2004 | 4848          |
| 2012 | 5490          |

## Geografie
De gemeente ligt op ongeveer 255 m boven zeeniveau.
San Paolo d'Argon grenst aan de volgende gemeenten: Albano Sant'Alessandro, Cenate Sotto, Gorlago, Montello, Scanzorosciate, Torre de' Roveri, Trescore Balneario.